# Dan Warthen
Daniel Dean Warthen (né le 1er décembre 1952 à Omaha, Nebraska, États-Unis) est un ancien lanceur gaucher des ligues majeures de baseball et instructeur des Mets de New York depuis 2008.

## Carrière
Warthen est recruté par les Expos de Montréal en deuxième ronde du repêchage de la Ligue majeure de baseball de 1971. Il fait ses débuts dans les ligues majeures le 18 mai 1975, dans un match opposant les Expos aux Reds de Cincinnati ; il accomplit lors de cette rencontre une série de huit manches sans points concédés à la partie adverse. Il évolue au plus haut niveau durant quatre saisons, successivement pour les Expos de Montréal de 1975 à 1977, pour les Phillies de Philadelphie en 1977 puis pour les Astros de Houston en 1978. Il finit sa carrière avec un ratio victoires-défaites de 12-21 et une moyenne de points mérités de 4,31.